# Moderne Cendrillon
Pour plus de détails, voir Fiche technique et Distribution.
Moderne Cendrillon (Μοντέρνα σταχτοπούτα (Moderna Stachtopouta)) est un film grec réalisé par Alékos Sakellários et sorti en 1965.

## Synopsis
Une orpheline (Alíki Vouyoukláki) fait tout pour réaliser ses ambitions. Elle se fait d'abord embaucher comme secrétaire par un riche homme d'affaires (Dimitris Papamichail) avant de s'en faire épouser.

## Fiche technique
- Titre : Moderne Cendrillon
- Titre original : Μοντέρνα σταχτοπούτα (Moderna Stachtopouta)
- Réalisation : Alékos Sakellários
- Scénario : Alékos Sakellários
- Direction artistique : Petros Kapouralis et Manolis Zampelas
- Décors :
- Costumes :
- Photographie : Nikos Gardelis
- Son :
- Montage : Giorgos Tsaoulis
- Musique : Stávros Xarchákos
- Production : Damaskinos Michaïlidis (el)
- Pays d'origine :  Grèce
- Langue : grec
- Format :  Noir et blanc
- Genre : Comédie
- Durée : 100 minutes
- Dates de sortie : 1965

## Distribution
- Alíki Vouyoukláki
- Dimitris Papamichail